# Ніживій Олександр Богданович
Олександр Богданович Ніживій (латис. Aleksandrs Ņiživijs, рос. Александр Богданович Ниживий; 16 вересня 1976, м. Рига, СРСР) — латвійський хокеїст, лівий/правий нападник. 
Виступав за «Пардаугава» (Рига), «Торпедо»/«Локомотив» (Ярославль), «Динамо» (Москва), «Молот-Прикам'є» (Перм), ХК «Рига 2000», ХК «Бйорклевен», «Торпедо» (Нижній Новгород), «Динамо» (Рига).
У складі національної збірної Латвії учасник зимових Олімпійських ігор 2002, 2006 і 2010 (13 матчів, 4+8), учасник чемпіонатів світу 1995 (група B), 1996 (група B), 1998, 1999, 2000, 2002, 2003, 2004, 2005, 2006, 2007, 2008, 2009, 2010 і 2011 (79 матчів, 13+24). У складі молодіжної збірної Латвії учасник чемпіонатів світу 1994 (група C) і 1995 (група C1). У складі юніорської збірної Латвії учасник чемпіонатів Європи 1993 (група C) і 1994 (група C).
Досягнення
- Чемпіон Росії (1997), бронзовий призер (1998).